# Fulton (Kansas)
Pour les articles homonymes, voir Fulton.
Fulton est une municipalité américaine située dans le comté de Bourbon au Kansas. Lors du recensement de 2010, sa population est de 163 habitants.

## Géographie
Fulton se trouve dans le sud-est du Kansas, à quelques kilomètres du Missouri. La Little Osage passe au nord du village.
La municipalité s'étend en 2010 sur une superficie de 0,19 mille carré (0,49 km2).

## Histoire
Fulton est fondée en 1869 sous le nom d'Osaga, en référence à la Little Osage qui s'écoule au nord du bourg. Elle devient une municipalité en 1874.
La localité adopte le nom de Fulton en 1876, en l'honneur du docteur Fulton d'Uniontown et pour éviter toute confusion avec les nombreux lieux nommés Osage. J. R. Fulton avait donné des terres pour la construction de la gare de la ville. Selon une autre version, elle doit son nom à Fulton (Illinois).
Fulton compte deux monuments inscrits au Registre national des lieux historiques :
- le pont en métal de Long Shoals, construit à l'est de la ville sur la Little Osage en 1902[6] ;
- l'école de Fulton, qui comprend l'école construite en 1917, le gymnase-auditorium construit en 1936 par la Works Progress Administration et la cafeteria construite en 1964. L'école ferme en 1966 lors de sa consolidation avec celle de Fort Scott ; elle devient le centre communautaire de la ville[3].

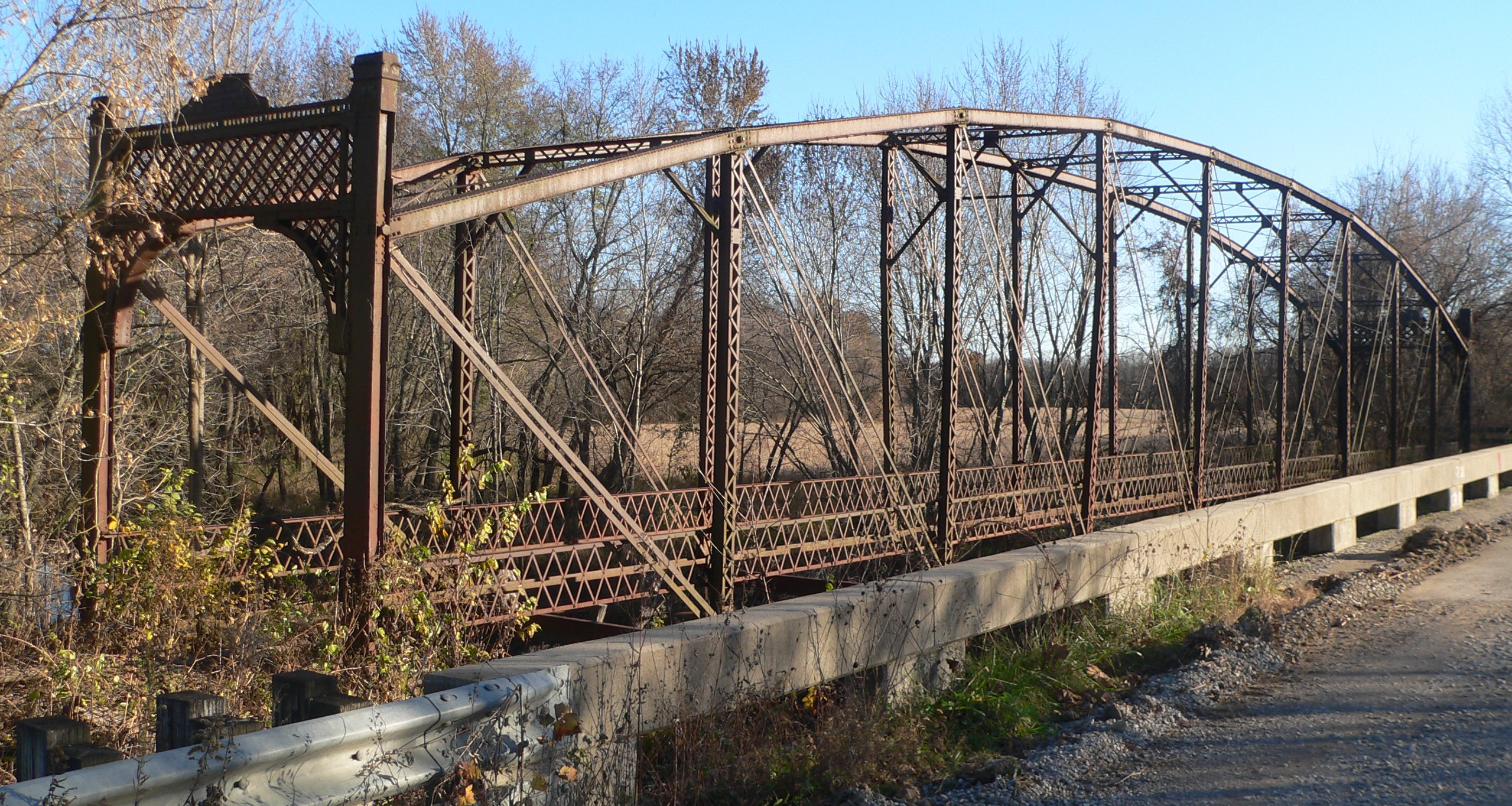
Le pont de Long Shoals.
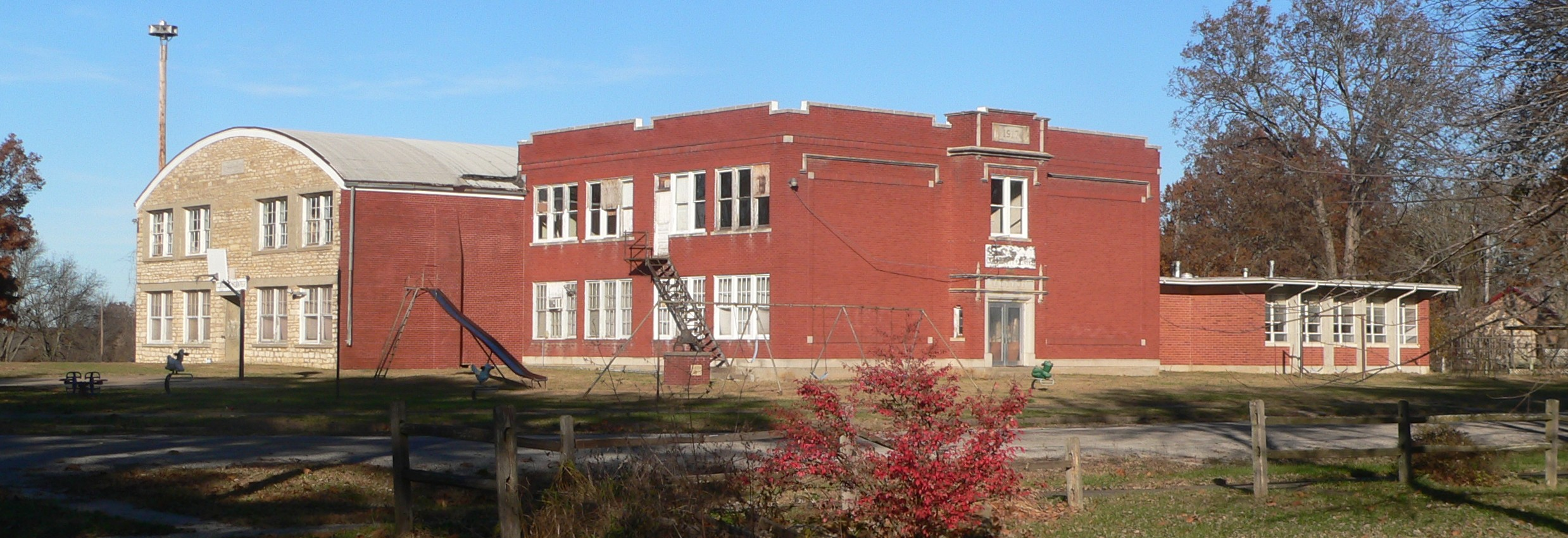
L'auditorium, l'école et la cafeteria.

## Démographie
Selon l'American Community Survey de 2018, Fulton a une population particulièrement homogène : environ 96 % de ses habitants sont blancs (les autres sont asiatiques ou métisses) ; tous parlent l'anglais à la maison. Son âge médian de 32 ans est inférieur de six ans à la moyenne nationale.
Bien que le revenu médian par foyer y soit de 45 417 dollars, inférieur au Kansas (57 422 dollars) et au pays (60 293 dollars), Fulton connaît un taux de pauvreté légèrement plus faible (10,3 % contre 12 % et 11,8 %),.